# Српско-бугарски рат (853)
Бугарско-српски рат 853. године вођен је између Бугарског каната и Српске кнежевине. Био је то други сукоб у средњовековним бугарско-српским ратовима.

## Прелудиј и рат
После смрти српског кнеза Властимира око 850. његова држава је подељена између његових синова. Властимир и Пресијан, отац Бориса I, међусобно су се борили у бугарско-српском рату (839–42), који је резултирао српском победом. Борис је настојао да се освети за тај пораз, да би 853. или 854. године бугарска војска предвођена Владимиром-Расатом, сином Бориса I, извршила инвазију на Србију, са циљем да замени византијско превласт над Србима. 
Српску војску предводили су Мутимир и његова два брата, који су победили Бугаре, заузевши Владимира и 12 бојара. Борис I и Мутимир су се договорили о миру (а можда и о савезу), а Мутимир је своје синове Прибислава и Стефана послао на границу да испрате заробљенике, где су разменили предмете у знак мира. Сам Борис им је дао „богате дарове“, а њему „два роба, два сокола, два пса и 80 крзна“.

## Последице
Унутрашњи сукоб међу српском браћом довео је до тога да Мутимир два млађа брата протера на бугарски двор. Мутимир је, међутим, из политичких разлога у свом двору задржао нећака Петра. Разлог заваде није познат, мада се претпоставља да је била последица издаје. Петар ће касније победити Прибислава, Мутимировог сина, и заузети српски престо.

## Галерија
- Бугарски Канат у 9. веку.
- Мутимир Властимировић
- Српска земља у 9. веку.